# Partei der Muslimischen Volksrepublik
Die Partei der Muslimischen Volksrepublik (MPRP) oder Partei der Islamischen Volksrepublik (IPRP) war eine 1979 während der Islamischen Revolution vom schiitischen Geistlichen Großajatollah Kasem Schariatmadari initiierte Partei.
Sie unterschied sich von der vom Ajatollah Ruhollah Chomeini initiierten Islamisch-Republikanische Partei (IRP) dadurch, dass sie in ihren politischen Ansichten wesentlich gemäßigter und liberaler auftrat. Die Partei wurde 1980, nachdem sich Chomeini mit seinen politischen Vorstellungen weitestgehend durchgesetzt hatte, verboten.

## Gründungsgeschichte
Partei der Muslimischen Volksrepublik (MPRP/IPRP) wurde im März 1979 von einer Gruppen von Kaufleuten des Teheraner Basars, bürgerlichen Politikern der Mittelschicht und Geistlichen, die dem Großajatollah Schariatmadari nahestanden gegründet. Im Gegensatz zu Chomeini vertrat die MPRP/IPRP die Auffassung, dass an der Staatsspitze nicht ein einziger Geistlicher stehen dürfe, sondern entsprechend den Überzeugungen von Großajatollah Kasem Shariatmadari im Iran eine parlamentarische Demokratie einzuführen sei. Sie kritisierte den autokratischen Führungsstil Chomeinis und die Radikalität der islamischen Revolutionsgerichte. Die MPRP/IPRP erklärte sich zur Zusammenarbeit mit säkularen Parteien bereit und forderte den ungehinderten Zugang aller Parteien zum staatlichen Rundfunk. Die Repräsentanten der MPRP/IPRP wurden von Mitgliedern der IRP persönlich angegriffen. Die Büros der Partei in Karadsch, Arak, Saveh, Ardabil und Khalkhal wurden von Aktivisten der IRP und Anhängern Chomeinis in Brand gesteckt oder zertrümmert.

## Aktivitäten und Repression
Im November 1979 wurde die MPRP/IPRP zum Sammelbecken der Gegner der von Chomeinis Parteigängern vorgeschlagenen neuen Verfassung einer Islamischen Republik, die in einem Referendum zur Abstimmung stand. Chomeini wandte sich am 6. Dezember 1979 direkt an Schariatmadari und stellte ihm ein Ultimatum.
Im Dezember 1979 kam es durch Mitglieder der MPRP/IPRP zu Protestdemonstrationen in Täbris. Demonstranten hielten für kurze Zeit die Fernsehstation von Täbris besetzt und sendeten ihre Forderungen in die Öffentlichkeit. In Täbris hatte die Opposition gegen Chomeini eine machtvolle Basis errichtet, um gegen den weiteren Machtzuwachs der Anhänger Chomeinis vorgehen zu können.
Das Regime antwortete mit einer Politik von Zuckerbrot und Peitsche. Einheiten der Pasdaran eroberten den Fernsehsender zurück und Vermittler wurden in Tabriz aktiv. Die Sympathisanten Chomeinis organisierten eine mächtige Gegendemonstration. In diesem kritischen Moment zögerte Großajatollah Schariatmadari die Oppositionsbewegung weiter zu unterstützen, und so brach der Widerstand gegen Chomeini zusammen. Im Januar 1980 distanzierte sich Schariatmadari von der MPRP/IPRP. Nach einem gewaltsamen Aufeinandertreffen zwischen den Anhängern Schariatmadaris und Chomeinis in Ghom wurde Großajatollah Schariatmadari unter Hausarrest gestellt.

## Verbot
Zahlreiche Mitglieder der Oppositionsbewegung wurden verhaftet.
Die Islamisch-Republikanische Partei (IRP) organisierte einen massiven Propagandafeldzug gegen die MPRP/IPRP, in dem die Auflösung der Partei gefordert wurde. Ende Januar 1980 stellte die MPRP/IPRP ihre politische Tätigkeit ein. Einige Monate später wurden zwei Parteimitglieder in Täbris zum Tode verurteilt und hingerichtet, weil sie Demonstrationen gegen die Regierung organisiert hätten.